# تيد بول
تيد بول (بالإنجليزية: Ted Bull)‏ هو مجدف أسترالي، ولد في 1898 في كورا ‏ في أستراليا، وتوفي بنفس المكان في 10 أبريل 1967.

## وصلات خارجية
- تيد بول على موقع الاتحاد الدولي للتجديف (الإنجليزية)
- تيد بول على موقع أوليمبيديا (الإنجليزية)
- تيد بول على موقع اللجنة الأولمبية الأسترالية (الإنجليزية)